# Stalker (film)
Stalker (Russisch: Сталкер) is een film uit 1979 van de Russische regisseur Andrej Tarkovski, gebaseerd op het boek Bermtoeristen van Arkadi en Boris Stroegatski.

## Naam
Het woord stalker heeft niets met stalken te maken. Dit woord werd voor het eerst door gebroeders Stroegatski in hun boek Bermtoeristen gebruikt om iemand aan te duiden die naar verboden zones gaat. Hierbij gebruikten ze een Engels woord waarvan de oorspronkelijke betekenis zoiets als padvinder is. In de film wordt het woord niet op Engelse wijze uitgesproken.

## Verhaal
Het begin en eind van de film spelen in de 'gewone' wereld, maar het grootste, middelste deel speelt zich af in de 'Zone', een verboden gebied. Minder expliciet dan het boek bevat de film suggesties dat er iets merkwaardigs aan de hand is met de Zone zelf. De Zone verandert en mensen verdwijnen zodanig dat de Zone een bewustzijn lijkt te hebben. In een nuchterder interpretatie is de Zone een gebied waar een experiment uit de hand is gelopen met onduidelijke gevolgen. In beide gevallen is de Zone een gebied waar krachten werkzaam zijn die niet door een overheid en haar leger in toom te houden zijn en dat daarom tot verboden gebied verklaard is. Het verlangen om er toch heen te gaan bestaat door de eigenschap van een kamer in de ruïnes waar een diepe innerlijke wens uitkomt. Ontdekt moet worden dat de diepe innerlijke wens vaak onbewust is en banaler kan zijn dan men zou willen.
Een verboden, bewaakte zone is gemakkelijk met (Sovjet-)politiek te verbinden, evenals het speculeren over wat er werkelijk speelt. Maar ook het verschil tussen het innerlijk verlangen en de keuzes in het dagelijks leven, een verschil dat in het westen kleiner is geworden, maar ook onbewuster. In de Zone ontsnapt men aan de overheid. Wat blijft er daar over?
Stalker is een gids die mensen in en uit de zwaarbewaakte Zone smokkelt. Zijn vrouw probeert hem tevergeefs te weerhouden te gaan, bang dat hij niet terugkomt. Ze hebben een dochtertje dat niet kan lopen. De twee mensen die hij deze keer gidst zijn een schrijver, die een mooi verhaal vermoedt en een sceptische professor. Hij treft hen in een café. Via een vervallen industriële omgeving bereiken ze de Zone met een Jeep, schietende bewakers en een gemotoriseerd karretje op spoorrails. De typisch Tarkovskiaanse beelden van de duistere gebouwen maken plaats voor evenzeer Tarkovskiaanse natuurbeelden. Het beeld gaat van zwart-wit naar kleur; het drietal staat buiten de invloed van de ongewenste dwang van een gevestigde orde die gezien de wrakken van voertuigen en ruïnes van gebouwen hier niet kan standhouden. Een sterk shot van door onkruid overwoekerde tanks, een landschap, een huilende hond, verder is er stilte.
Stalker gebruikt bijna rituele methoden die hem de lange weg door de Zone doen vinden. De schrijver en de professor volgen een enkele keer hun eigen plan, maar houden zich meestal aan de dikwijls merkwaardige aanwijzingen van de voorzichtige Stalker. Een hond verschijnt en gaat met hen mee. De drie mannen hebben elk hun eigen motieven en gedachten: de droge soms cynische opmerkingen van de redelijk volgzame professor, de half-filosofische verhandelingen van de eigenzinnige schrijver. De verontrusting van Stalker komt vooral voort uit de ongepaste reacties van de andere twee; zij leven niet, deze Zone is de enige plek waar hij echt leeft. Een situatie die weer gemakkelijk naar de verhoudingen van de Sovjettijd te vertalen valt: in de Zone spelen zowel armoede als bemoeienis geen rol.
Een paar maal wordt door de vader van Tarkovski, dichter Arseni Tarkovski, een gedicht voorgedragen. De vier elementen aarde (modder, stof), lucht (een windstoot, plotseling een vogel), water (een waterval, een riool, een vis) en vuur vinden hun plaats. Uiteindelijk bereiken ze de Kamer en geen van drieën durft naar binnen; inmiddels realiseren zij zich wat de mogelijke gevolgen zijn van de onbewuste innerlijke wens. Stalker vertelt dat eens een bezoeker de Kamer bezocht om het leven van een zieke te redden, maar terug uit de zone was de zieke overleden en de bezoeker rijk. Stalker is wellicht bang dat hij de verkeerde wens doet, voor de schrijver hoeft het allemaal niet. De professor blijkt een kernwapen bij zich te hebben om een einde te maken aan de kamer. Maar hij demonteert het wapen en gooit de onderdelen in het water.
Zij komen terug uit de zone en bevinden zich weer in het café van het begin, waar Stalkers vrouw hem ophaalt met hun dochtertje, dat thuis wel telekinetische gaven blijkt te hebben. Een trein dendert vlak langs het huis. Beethoven klinkt.

## Duiding
De beelden van de film zijn van extreme intensiteit, zoals eigenlijk altijd in de films van Tarkovski. Los van de artistieke aspecten wordt de psychologische en levensbeschouwelijke druk hoog opgevoerd, terwijl het onduidelijk blijft of de ideeën over de Zone wel juist zijn.

## Rolverdeling
| Acteur                | Personage      |
| --------------------- | -------------- |
| Aleksandr Kajdanovski | Stalker        |
| Alisa Freindlich      | Stalkers vrouw |
| Anatoli Solonitsyn    | Schrijver      |
| Nikolaj Grinko        | Professor      |
| Natasja Abramova      | Dochter        |

## Productie
Vele betrokkenen van de filmproductie zijn vroeg overleden, wat waarschijnlijk te wijten is aan de ongezonde situaties op de set.
Vladimir Sharun (geluids-'ontwerper'):
“We filmden nabij Tallinn in het gebied rondom de kleine rivier Pitrina met een half-functionerende waterkrachtcentrale. Stroomopwaarts was een chemische fabriek die giftige vloeistoffen lekte. Er is zelfs een shot in Stalker met vallende sneeuw in de zomer en schuim dat met de rivier meestroomt. Eigenlijk was het vreselijk giftig. Veel vrouwen in de filmcrew kregen allergische reacties in hun gezicht. Tarkovski stierf aan kanker aan de rechterluchtpijp. En Tolya Solonitsyn eveneens. Ik zag het verband met de locatie van de shoot voor Stalker toen ook Larissa Tarkovskaya in Parijs aan dezelfde ziekte stierf.”
Vermoedelijk heeft het nucleaire ongeluk in 1957 in de Majak-opwerkingscentrale, resulterend in duizenden vierkante kilometers verlaten 'Zone' in de omgeving van de reactor deze film beïnvloed. Zeven jaar na het maken van deze film maakt het Tsjernobyl-ongeval de cirkel weer rond.

## Trivia
- Een Russisch gezegde luidt Als je weet hoe vaak de koekoek geluid maakt, zullen je diepste wensen in vervulling gaan. In Stalker zijn er momenten waar je een koekoek hoort.
- De mensen die nu zorg moeten dragen voor de verlaten kerncentrale in Tsjernobyl noemen zichzelf 'stalkers' en het gebied rondom de centrale wordt 'De Zone' genoemd.
- Het in 2007 verschenen computerspel S.T.A.L.K.E.R.: Shadow of Chernobyl is gebaseerd op zowel deze film als de ramp bij Tsjernobyl.